# يوحنان فريدمان

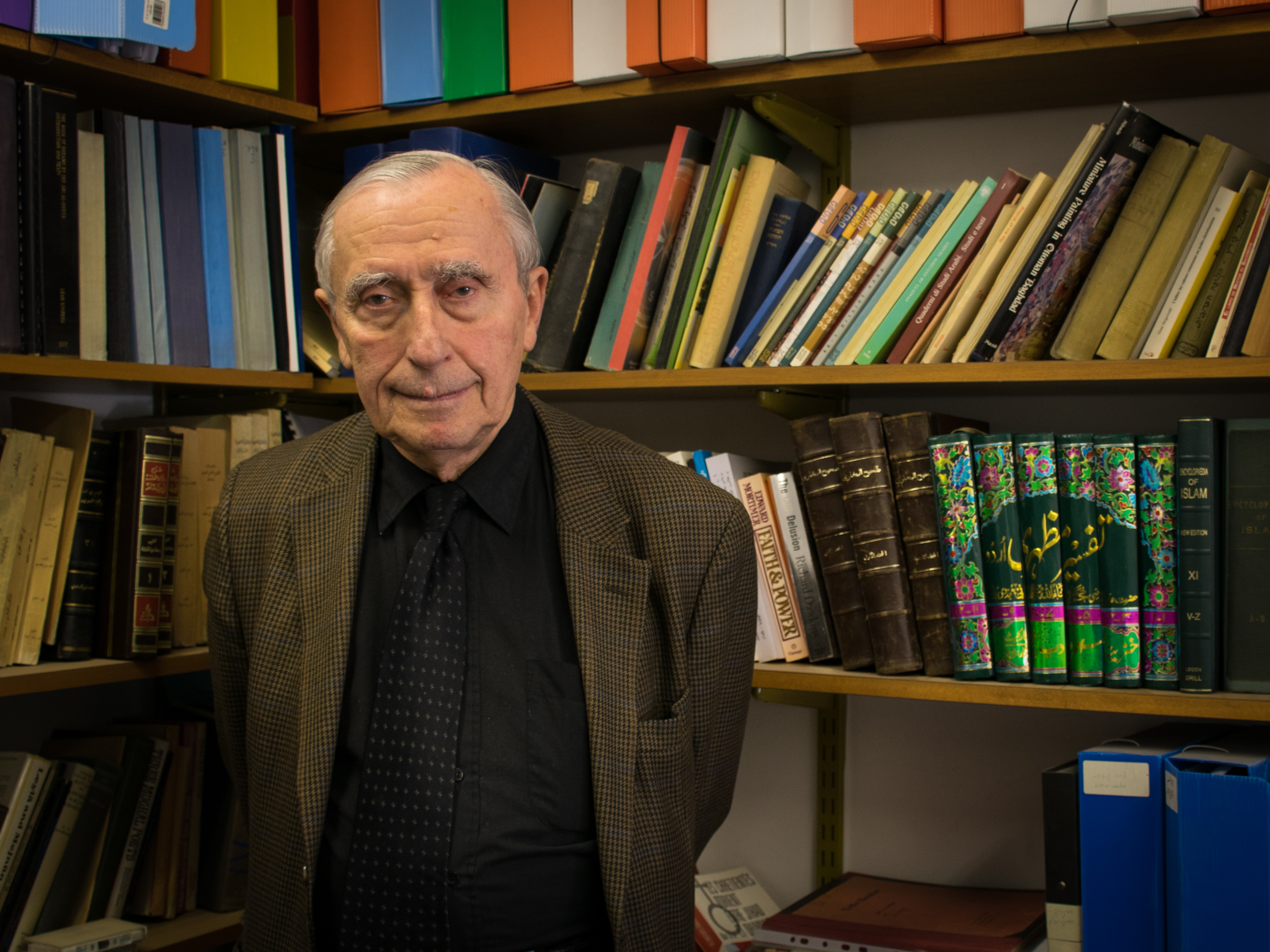
يوحنان فريدمان

يوحنان فريدمان (بالإنجليزية: Yohanan Friedmann، بالعبرية: יוחנן פרידמן); (مواليد 1936) هو باحث إسرائيلي في مجال الدراسات الإسلامية.

## سيرة شخصية
ولد فريدمان في زاكاميني بتشيكوسلوفاكيا وهاجر إلى إسرائيل مع والديه عام 1949. التحق بمدرسة ريالي الثانوية في حيفا (1945-1950). في عام 1956 بدأ دراسته الجامعية في الجامعة العبرية في القدس في قسم اللغة العربية وآدابها، وحصل على درجة البكالوريوس في عام 1959. وفي عام 1962 حصل على درجة الماجستير في الأدب العربي بأطروحته عن الشاعر العربي المعري. ثم ذهب فريدمان إلى جامعة ماكجيل في مونتريال للحصول على الدكتوراه. وتعلم اللغة الأردية وركز على تاريخ الإسلام في الهند. تمت الموافقة على أطروحته عن المفكر الديني المسلم الشيخ أحمد السرهندي عام 1966. وفي نفس العام، التحق فريدمان بالجامعة العبرية وعُين محاضرًا في الدراسات الإسلامية.
ويعمل الآن أستاذ متفرغ للدراسات الإسلامية في الجامعة العبرية في القدس، ومنذ عام 1999 اختير عضوا في الأكاديمية الإسرائيلية للعلوم والإنسانيات.  وشغل عدة مناصب في الجامعة: رئيس معهد الدراسات الآسيوية والدراسات الأفريقية 1975-1978؛ رئيس كلية الدراسات العليا 1980-1983؛ عميد كلية العلوم الإنسانية 1985-1988؛ رئيس قسم اللغة العربية وآدابها 2002-2004. وفي عام 2003 كان محاضرًا متميزًا في ستيرنبرغ.  في عام 2007 تم انتخابه رئيسًا لقسم العلوم الإنسانية في الأكاديمية الإسرائيلية للعلوم والعلوم الإنسانية.
في عام 2002 اختير عضواً في معهد الدراسات المتقدمة في برينستون.  في عام 2003 حصل على جائزة لانداو في العلوم الإنسانية.  ويعمل منذ عام 1993 كمحرر لمجلة دراسات القدس في اللغة العربية والإسلام. وعمل عدة مرات كأستاذ زائر في جامعة نيويورك وجامعة بنسلفانيا. وفي عام 1997 كان باحثًا مقيمًا في مؤسسة روكفلر. 

## الاهتمامات البحثية
تتركز دراسات فريدمان حول الفكر الديني الإسلامي، وخاصة في شبه القارة الهندية.  وقام بالبحث في السجلات المراجع التاريخية بحثًا عن أدلة على كل من التسامح أو عدمه مع الأديان الأخرى في التقاليد الإسلامية في أحدث أعماله «التسامح والإكراه في الإسلام: العلاقات بين الأديان في التقليد الإسلامي». 

## كتبه
- الشيخ أحمد السرهندي. ملخص لفكره ودراسة لصورته في عيون الأجيال القادمة". مطبعة جامعة ماكجيل كوينز، 1971. طبع مطبعة جامعة أكسفورد، 2000.
- النبوءة مستمرة. - جوانب الفكر الديني الأحمدي وخلفيته في العصور الوسطى، بيركلي، مطبعة جامعة كاليفورنيا، 1989
- النقشبندية والأورانجزيب: إعادة نظر في: النقشبندية: التطورات التاريخية والوضع الحالي، 1990
- حسين أحمد مدني في: قاموس السير الذاتية للعلماء والشخصيات الكبرى في محيط العالم الإسلامي، 1992
- تاريخ الطبري: معركة القادسية وفتح سوريا وفلسطين (تاريخ الرسل والملوك) 1992.
- جمعية العلماء الهند، في: موسوعة أكسفورد للعالم الإسلامي الحديث، 1995.
- الأحمدية، موسوعة أكسفورد للعالم الإسلامي الحديث، 1995
- تصنيف الكفار في الشريعة الإسلامية السنية في: دراسات القدس في اللغة العربية والإسلام، 1998
- شروط التحول في الإسلام المبكر. في: الطقوس والأخلاق: أنماط التوبة، 2000
- الشقاق في: موسوعة القرآن، المجلد. 1، ص. 538-540، 2001
- الأحمدية في: موسوعة القرآن، المجلد. 1، ص. 50-51، 2001
- التسامح والإكراه في الإسلام: العلاقات بين الأديان في التقليد الإسلامي، مطبعة جامعة كامبريدج، 2003

## روابط خارجية
- الخطاب الذي ألقاه يوحنان فريدمان في أوسلو، 20 يونيو 2005 (.rtf)